# Otylia Jędrzejczak
Otylia Jędrzejczak (Ruda Śląska, 13 de dezembro de 1983) é uma nadadora polonesa, campeã olímpica dos 200 metros borboleta nos Jogos de Atenas em 2004.